# Westendorf (Tirol)
Westendorf ist eine österreichische Gemeinde mit 3748 Einwohnern (Stand 1. Jänner 2025) und ein Dorf im Brixental in Tirol. Die Gemeinde liegt im Gerichtsbezirk und Bezirk Kitzbühel.

## Geografie

### Geografische Lage
Das Gemeindegebiet erstreckt sich länglich von der Hohen Salve bis zur Windautaler Rotwand, hinter der sich das Land Salzburg erstreckt. Der Amtssitz Westendorf liegt auf einer sonnigen Terrasse des Brixentals, am Fuß der Choralpe. Das Gemeindegebiet besteht aus einem Haufendorf und weiteren Weilern und Höfen in der Umgebung sowie einem Gewerbegebiet. Nach Süden hin zweigt das Windautal ab, welches als beliebtes Naherholungsgebiet gilt.
Ein Großteil des Gemeindegebietes ist bewaldet oder landwirtschaftlich genutzt.

### Gemeindegliederung
| Katastralgemeinden     | Ortschaften in der Gemeinde |
| ---------------------- | --- |
| Westendorf (95,52 km²) | Au (R) Auner (W) Fuchs (W) Außersalvenberg (ZH) Bichling (D) Feichten (D) Holzham (D) Kummern (R) Moosen (R) Mühltal (R) Nachtsöllberg (ZH) Eckhart (W) Ellmau (W) Höhenmoos (W) Oberwindau (ZH) Hutz (W) Rettenbach (ZH) Salvenberg (ZH) Schwaigerberg (ZH) Kinzling (W) Schwaigern (W) Unterwindau (ZH) Vorderwindau (ZH) Burwegen (W) Kreichling (W) Thaler (W) Westendorf (D) |
| Legende                | |

| In der Spalte Katastralgemeinden sind sämtliche Katastralgemeinden einer Gemeinde angeführt. In der Klammer ist die jeweilige Fläche in km² angegeben. |
| In der Spalte Ortschaften sind sämtliche von der Statistik Austria erfassten Siedlungen, die auch eine eigene Ortschaftskennziffer aufweisen, angeführt. In der Hierarchieebene derselben Spalte, rechts eingerückt, werden nur Ansiedlungen, die mindestens aus mehreren Häusern bestehen, dargestellt. Die wichtigsten der verwendeten Abkürzungen sind: - M = Hauptort der Gemeinde - Stt = Stadtteil - R = Rotte - W = Weiler - D = Dorf - ZH = Zerstreute Häuser - Sdlg = Siedlung - Hgr = Häusergruppe - E = Einzelgehöft (nur wenn sie eine eigene Ortschaftskennziffer haben) Die komplette Liste der Statistik Austria ist in: Topographische Siedlungskennzeichnung nach STAT Zu beachten ist, dass manche Orte unterschiedliche Schreibweisen haben können. So können sich Katastralgemeinden anders schreiben als gleichnamige Ortschaften bzw. Gemeinden. Quelle: Statistik Austria – Liste für Tirol (PDF) |

### Flächennutzung
Von der 95,51 Quadratkilometer großen Gemeindefläche sind (Stand 2020):
Von der Fläche entfallen ca. 18 Quadratkilometer (18,8 Prozent) auf den Dauersiedlungsraum.

### Flüsse
Die Brixentaler Ache und die Windauer Ache durchfließen das Gemeindegebiet.

### Berge
Bedeutende Berge sind: die Hohe Salve (1828 m), der Steinbergstein (2215 m), das Kröndlhorn (2444 m) und das Brechhorn (2032 m).

### Nachbargemeinden
An Westendorf grenzen drei Gemeinden des Bezirks Kitzbühel, eine des Bezirks Kufstein, sowie zwei aus dem Bezirk Zell am See.
|                         | Söll                                            |                                    |
| Hopfgarten im Brixental | Kompassrose, die auf Nachbargemeinden zeigt     | Brixen im Thale Kirchberg in Tirol |
|                         | Wald im Pinzgau und Neukirchen am Großvenediger |                                    |

## Geschichte
Die ersten Funde in Westendorf gehen bis in die Bronzezeit zurück, wobei die Brandgräber beim Bau der Bahnhofstraße 1926 zerstört wurden. Die Funde, die damals gemacht wurden, befinden sich heute im Landesmuseum Ferdinandeum. Die Artefakte weisen mehrere Besonderheiten auf: Einerseits gibt es eine beachtliche Menge davon, andererseits besteht ein Teil der gefundenen Gegenstände aus Bronze, die nicht aus Tirol stammt.
In der Römerzeit gehörte Westendorf zur Provinz Noricum, wobei der Ort direkt an der Grenze lag. 476 wurde diese Provinz von Odoaker aufgelöst, wodurch wahrscheinlich viele Einwohner ins benachbarte Rätien überwechselten.
1234 wird Westendorf (‚Siedlung des Westo‘) erstmals urkundlich erwähnt und zwar in einer Schenkung des Grafen Otto von Wasserburg an das Kloster Rott. Es gibt aber Anhaltspunkte dafür, dass der Ort und die Kirche schon früher existierten: 902 übergab der edle Rodolt, ein königlicher Amtsträger, seinen Besitz im Brixental an den Bischof von Regensburg. Um den eigenen Anspruch auch gegen den Bischof von Brixen durchsetzen zu können, ist anzunehmen, dass die Regensburger Bischöfe eine Kirche im Gebiet bei Westendorf errichteten. Weiters ist die Kirche dem Nikolaus von Myra geweiht, was auf eine Errichtung im 11./12. Jahrhundert schließen lässt.
Beim Vierten Laterankonzil wurde die Gründung des Bistums Chiemsee im Jahre 1215 beschlossen. Dieser neuen Diözese wurde auch das gesamte Brixental zugesprochen, wobei der Bischof von Chiemsee die landesherrliche und geistliche Gewalt hatte, der Erzbischof von Salzburg aber das Patronats- und Zehentrecht. 1385 kam das Brixental infolge eines Kaufvertrages gänzlich zum Erzbistum Salzburg, das geistliche Recht blieb aber beim Bistum Chiemsee.
Die St. Nikolaus-Kirche in Westendorf wird 1320 erstmals urkundlich erwähnt. Der gotische Bau wurde 1771 von André Huber umgebaut.
Westendorf war dem Gericht Itter unterstellt, dem 1514 von Kaiser Maximilian I. auch die hohe Gerichtsbarkeit übertragen wurde. Im 16. Jahrhundert herrschte rund um Westendorf reger Bergbau, im 16. und 17. Jahrhundert wurde im Windautal nach Kupfer, Bleiglanz und Schwefelkies geschürft.
1803 kam das Erzbistum Salzburg infolge der von Napoleon propagierten Säkularisation an das Großherzogtum Toskana und 1805 an Österreich. 1809 kam Salzburg wie Tirol an Bayern und erst 1814 gelangte es wiederum zu Österreich.
Am 1. Mai 1816 kam das gesamte Brixental nach einem Beschluss von Kaiser Franz I. zu Tirol, wobei im selben Jahr Westendorf zu einer eigenständigen Gemeinde erhoben wurde.
Abschnittsbefestigung von Burgegg:

Ansicht von Westendorf um 1902

Heute findet man bei Westendorf Höfe mit dem Namen „Burwegen“ und „Burweg“. Betrachtet man die Landkarte in diesem Gebiet, so findet man ein durch Bäche umgrenztes Plateau, das sich durch seine Lage für eine Festung geeignet hätte. Hatte man früher angenommen, dass es sich hierbei um eine prähistorische Befestigungsanlage handelte, so nimmt man heute an, dass sich an der Stelle eine mittelalterliche Erdburg mit Holzteilen befand. Leider wurden in der Gegend weder Mauerreste noch sonstige Funde gemacht, und auch schriftliche Quellen zur Anlage existieren nicht.

### Religionen
Bei der Volkszählung 2001 bekannten sich etwa 90 % der Einwohner zum Katholizismus. Der Rest entfällt auf andere Religionen und Konfessionslose.

### Bevölkerungsentwicklung
EinwohnerJahr10001500200025003000350040001860189019201950198020102040EinwohnerEinwohnerentwicklung von Westendorf
Bei der Volkszählung 2011 hatte Westendorf 3597 Einwohner, die Einwohnerzahl ist konstant steigend. Zum 1. Januar 2021 lag die Einwohnerzahl bei 3664.

## Kultur und Sehenswürdigkeiten

### Ortsbildgestaltung

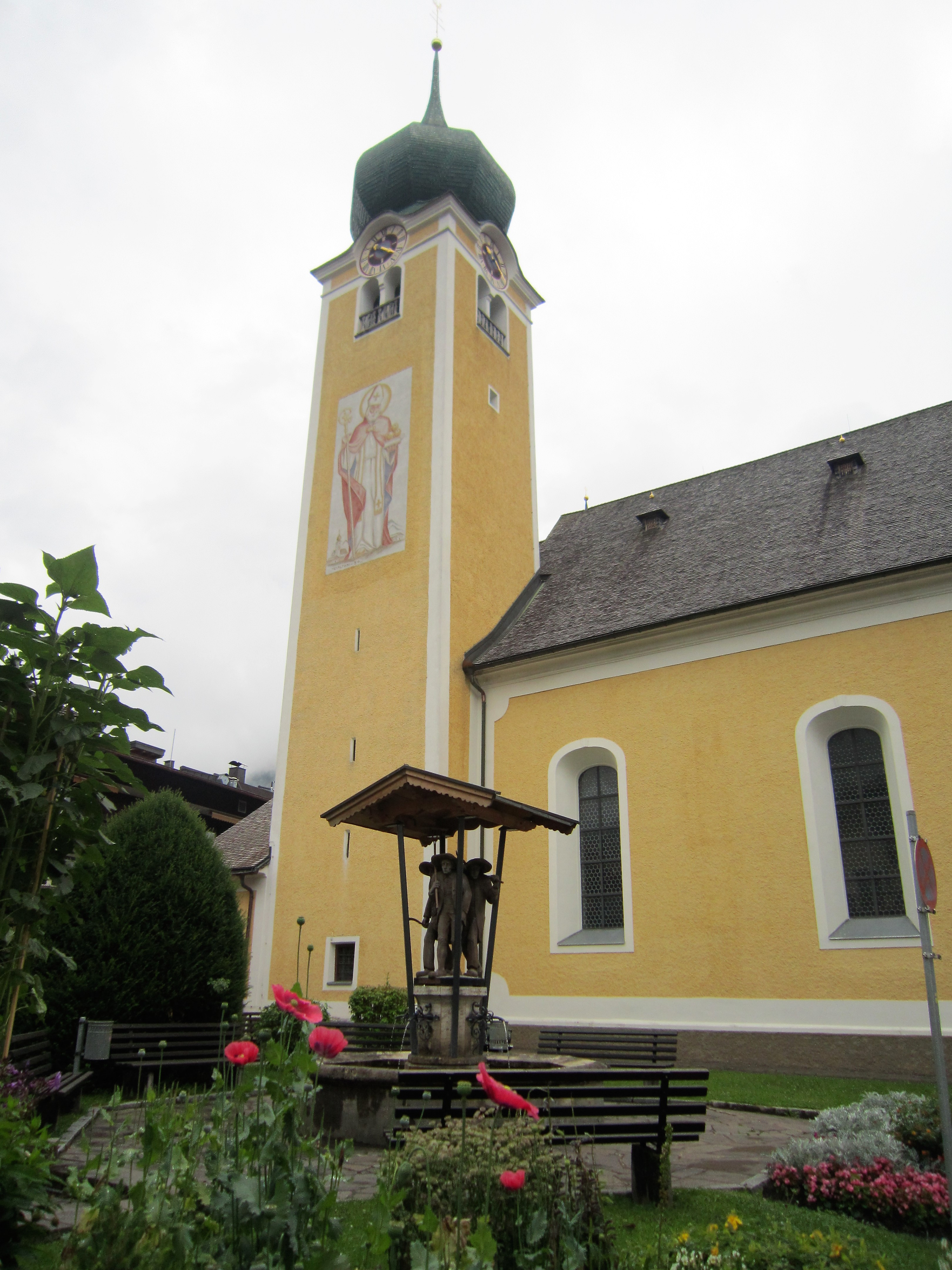
Dorfplatz und Pfarrkirche im Hauptort

Im Rahmen des europäischen Wettbewerbes „Entente Florale Europe“ wurde Westendorf 1998 von einer internationalen Jury mit einer Goldmedaille in der Kategorie Dorf und dem Titel „Schönstes grünendes und blühendes Dorf Europas“ ausgezeichnet.

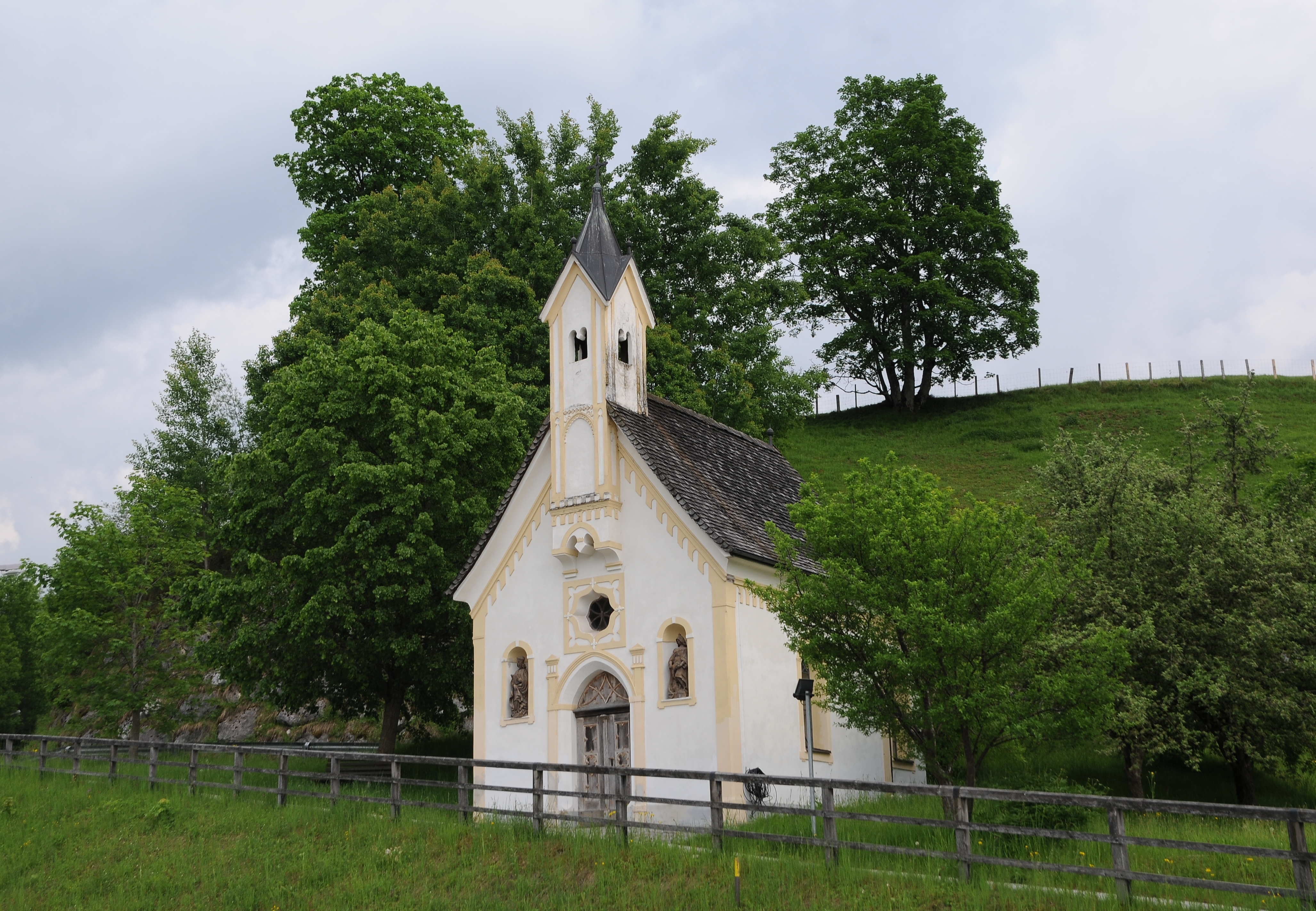
Kapelle an der Mühltalstraße

### Bauten
- Röm.-kath. Pfarrkirche zum Heiligen Nikolaus: Das gotische Gotteshaus wird 1320 erstmals urkundlich erwähnt. Ein Kirchenneubau erfolgte gegen Ende des 15. Jahrhunderts, nach einem Brand im Jahr 1630 wurde die Kirche wieder hergestellt und 1735 barockisiert. Im Laufe der Zeit wurde die Kirche mehrere Male umgebaut und renoviert.
- Kapelle an der Mühltalstraße
- Salvenkirchl

### Musik
Neben der Musikkapelle Westendorf, welcher Obmann Josef Steger und Kapellmeister René Schwaiger (ebenfalls Bürgermeister) vorstehen, gibt es zahlreiche Volksmusikgruppen. Weiters besteht seit langem ein Kirchenchor.

### Sport
Für Sport stehen den Bewohnern und Gästen zahlreiche Einrichtungen zur Verfügung:
- Beheiztes Freischwimmbad
- Tennisplätze
- Beachvolleyballplätze
- Mountainbike-Routen
- Rad- und Wanderwege
- Nordic Walking Strecken
- Luftgewehrschießstand
- Fitnessparcours
- Fußballplätze
- Reithalle, Trabrennbahn
- Zahlreiche Schipisten, vorwiegend mit Kunstschneeanlage, Einseilumlaufbahnen, Sesselbahnen, Schlepplifte und Babylifte
- Eislaufplatz
- Langlaufloipen
- Paragliding im Großraum Wilder Kaiser
- 3D Bogenparcour
- Golfplatz (18 Loch)

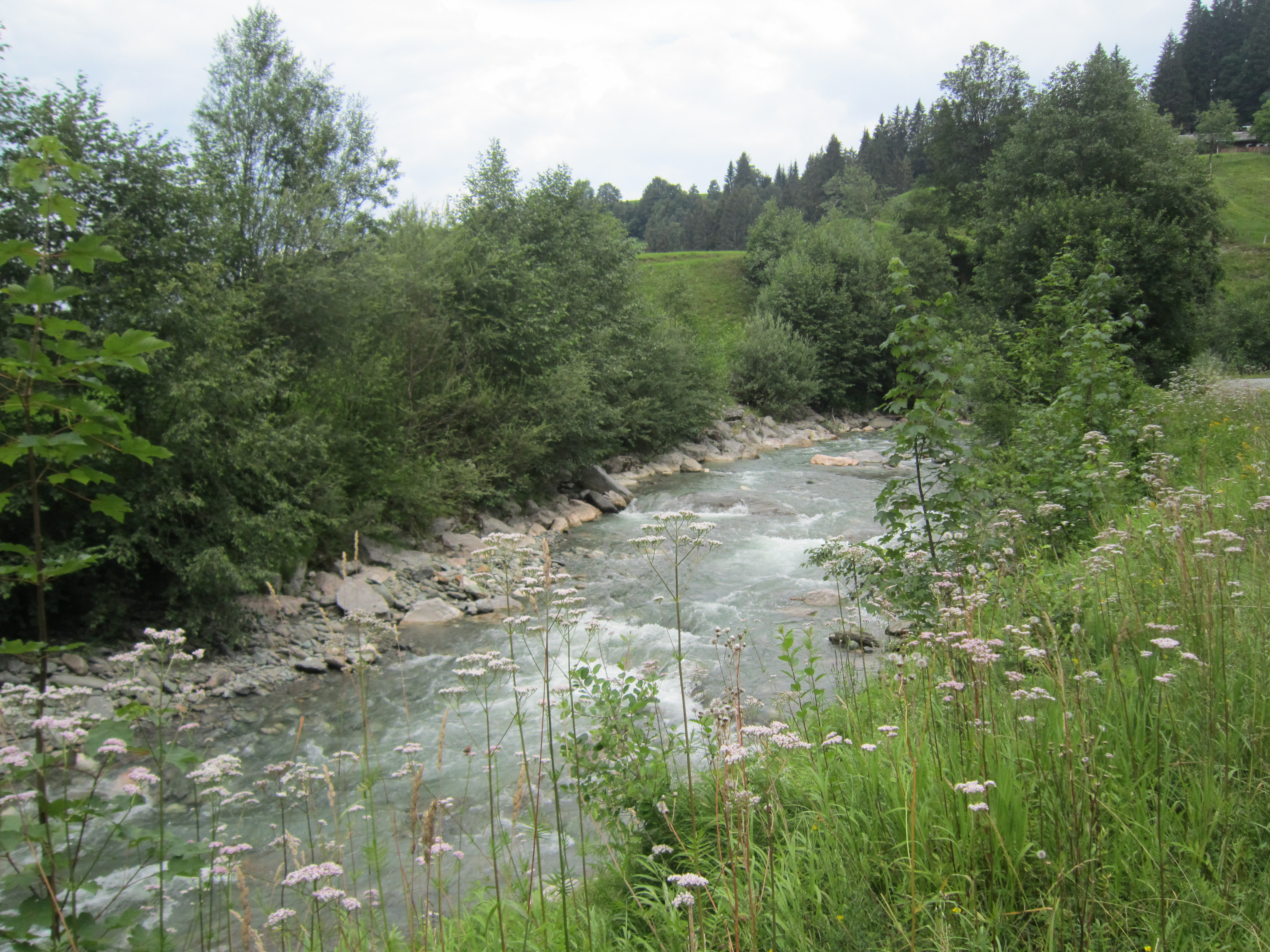
Sommervegetation am Unterlauf der Windauer Ache

Teil der „Kaiser-Runde“, eines Radfernwegs, der in Kufstein beginnt und endet, ist das ansonsten verkehrsarme Tal der Windauer Ache, das in der warmen Jahreszeit von vielen Radfahrern belebt wird.

## Wirtschaft und Infrastruktur
Die Wirtschaft Westendorfs ist – abgesehen vom Tourismus – hauptsächlich von kleineren Gewerbebetrieben geprägt. In der Gemeinde gibt es viele Auspendler (590 im Jahr 2001). Dem gegenüber standen lediglich 273 Einpendler.

### Tourismus

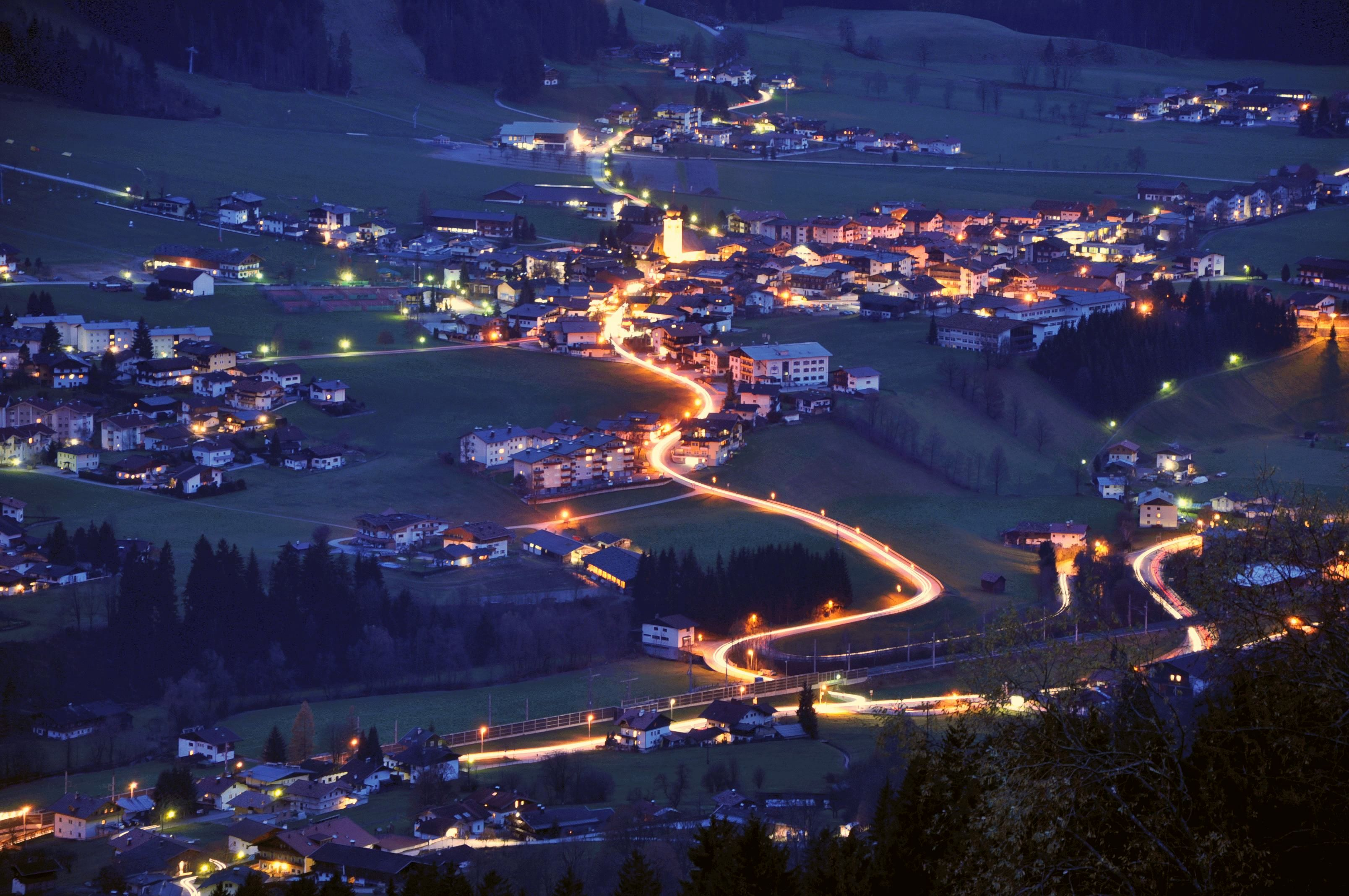
Zentrum von Westendorf, Langzeitbelichtung

Westendorf ist hauptsächlich zweisaisonal touristisch ausgerichtet. Im Winter ist Westendorf ein beliebter Wintersportort mit zahlreichen Aufstiegshilfen und Skipisten. Außerdem ist das örtliche Skigebiet Mitglied der SkiWelt Wilder Kaiser – Brixental, dem größten zusammenhängenden Skigebiet Österreichs. Im Sommer eignet sich Westendorf sehr gut als Ausgangspunkt für ausgedehnte Wanderungen und Ausflüge in die Grasberge der Kitzbüheler Alpen.
Im Kalenderjahr 2004 hatte die Gemeinde 424.297 Nächtigungen. Davon fielen 166.214 (39,2 %) auf die Sommersaison und 258.083 (60,8 %) auf die Wintersaison. Tirolweit stand die Gemeinde Westendorf bei den Nächtigungszahlen an 29. Stelle (2004). Den Touristen standen im Jahr 2004 rund 3800 Gästebetten zur Verfügung.
Neben den sportlichen bestehen noch folgende touristische Einrichtungen:
- Erlebnispark Alpinolino
- Campingplatz im Mühltal

### Verkehr
Westendorf ist über die Salzburg-Tiroler-Bahn sowie die Brixentalstraße B 170 zu erreichen. Es besteht Autobahnanschluss über die Inntal Autobahn A 12 mit der Ausfahrt Wörgl-Ost.

### Medien
Seit Jänner 1985 erscheint mit dem Westendorfer Boten eine monatliche Dorfzeitung, die von der Pfarre Westendorf und der Erwachsenenschule Westendorf herausgegeben wird. Sie steht sowohl der Gemeinde als auch allen Vereinen und Institutionen zur Verfügung und wird gratis an alle Haushalte verteilt.

### Öffentliche Einrichtungen
- Bauhof
- Gemeindebücherei
- Gemeindewachkörper
- Kläranlage, gemeinsam mit der Nachbargemeinde Brixen im Thale
- Kompostierungsanlage
- Veranstaltungszentrum Alpenrosensaal
- Wohn- und Pflegeheim

### Bildung
- Kindergarten
- Volksschule
- Mittelschule (ehemalige Hauptschule), gemeinsam mit der Nachbargemeinde Brixen im Thale
- Alpenschule – Schule des Sehens und Fühlens
- Erwachsenenschule

## Politik

### Bürgermeister
- 1968–1989 Josef Schönacher
- 1989–2004 Johann Erharter
- 2004–2016 Anton Margreiter
- 2016–2022 Annemarie Plieseis
- seit 2022 René Schwaiger

René Schwaiger konnte sich bei der Gemeinderatswahl 2022 mit 54,53 % gegen die amtierende Bürgermeisterin Annemarie Plieseis durchsetzen. Schwaiger war bei Amtsantritt im März 2022 mit 26 Jahren der jüngste Bürgermeister Tirols.

### Gemeinderat
Der Gemeinderat besteht aus 15 Mitgliedern und setzt sich seit der Gemeinderatswahl 2022 aus Mandaten der folgenden Parteien/Listen zusammen:
- 6 Mandate: Liste 1 (AUFWIND)
- 4 Mandate: Wir mit Annemarie Plieseis (WIR MIT AP)
- 3 Mandate: Miteinand Unabhängig Demokratisch Zukunftsorientiert (MITNAND)
- 2 Mandate: Für Westendorf (FÜR RENE)

Erwähnenswertes:
Die Bürgermeisterliste, sowie die Bäuerliche Liste und die Liste der Westendorfer Wirtschaft waren bei der Gemeinderatswahl 2010 gekoppelt. Diese drei Listen sind der ÖVP zuzuordnen.
Bei der Gemeinderatswahl 2016 wurde die Bäuerliche Liste abgewählt, die Bürgermeisterliste verlor vier Mandate, die Westendorfer Wirtschaft ein Mandat. Die beiden neuen zur Wahl antretenden Parteien WIR mit Annemarie Plieseis und Aufwind – Bürgerliste für Landwirtschaft, Tourismus und Arbeitnehmer hielten mit jeweils fünf Mandaten Einzug in den Gemeinderat. Zwischen dem Bürgermeister Anton Margreiter und der Bürgermeisterkandidatin Annemarie Plieseis wurde für den 13. März 2016 eine Stichwahl vorgesehen, wobei Margreiter noch vor der Wahl das Amt niederlegte und zurücktrat. Somit wurde Frau Plieseis neue Bürgermeisterin von Westendorf.
Die Powerliste Westendorf trat bei der Gemeinderatswahl 2004 als „Allgemeine Westendorfer Liste (SPÖ)“ an.

### Wappen
Das Wappen wurde 1954 von der Tiroler Landesregierung verliehen.

Blasonierung:
„Gespalten; vorne in Schwarz ein goldener Bischof, mit der Rechten einen Bischofsstab, in der Linken drei Kugeln haltend, hinten gespalten von Silber und Rot.“
Die Bischofsfigur stellt den Heiligen Nikolaus als hiesigen Pfarrpatron dar. Die Landesfarben Weiß (Silber) und Rot weisen darauf hin, dass die Gemeinde erst 1816 als Folge des Wiener Kongresses an Tirol gekommen ist.

## Persönlichkeiten

### Ehrenbürger
- 1990: Josef Schönacher, Altbürgermeister, Träger des Goldenen Verdienstabzeichens der Republik Österreich[5]
- 2011: Johann Erharter, Altbürgermeister[6]

### Söhne und Töchter
- Josef Mitterer (* 1948), Professor für Philosophie an der Universität Klagenfurt
- Michael Baur (* 1969), Profifußballer (Bundesligaclub LASK)
- Silvia Berger (* 1980), Ski-Rennläuferin (ÖSV)
- Thomas Zass (* 1989), Volleyballprofi der 1. Bundesliga, VC Amstetten
- Martin Achrainer (* 1978), Opernsänger

### Persönlichkeiten, die mit der Gemeinde in Verbindung stehen
- Sepp Kahn (1952–2024), Brixentaler Mundartdichter aus Itter (verbringt die Sommer als Senner auf einer Alm im Windautal)
- Thomas Schmid (* 1975), ehemaliger Funktionär der österreichischen Bundesverwaltung
- Bastian Schweinsteiger (* 1984), ex-Fussballprofi, TV-Moderator[7]